# Vase de Soissons

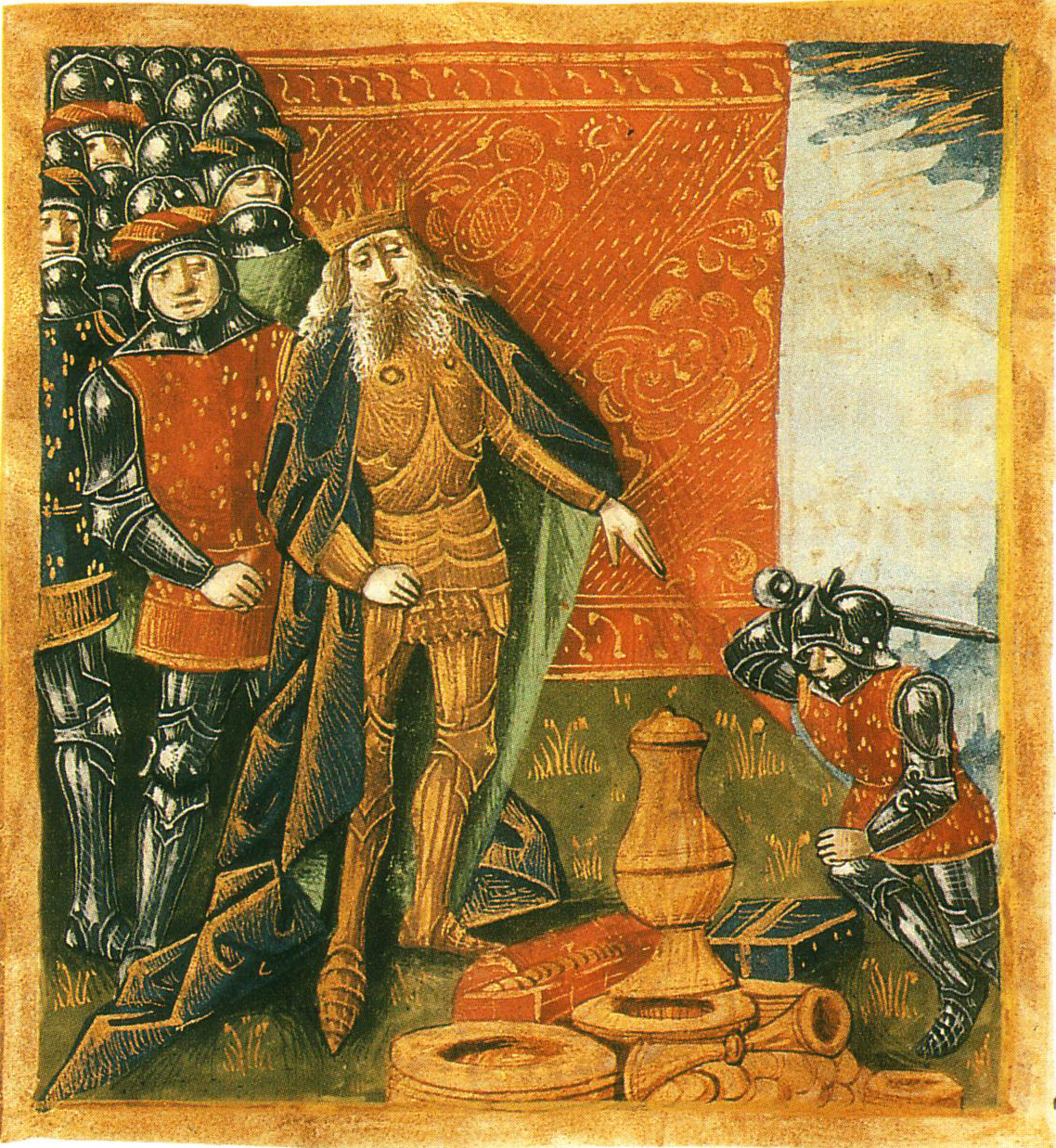
Clovis et le vase de Soissons, Grandes Chroniques de France, XIVe siècle.

Le vase de Soissons, précieux objet du culte chrétien devenu butin de guerre, est le sujet d'un récit à caractère historique relatif à un épisode de la guerre entre le roi des Francs Clovis et le général romain Syagrius, épisode consécutif à la défaite de celui-ci à Soissons en 486. 
Ce récit est très connu parce qu'il était, dans l'enseignement primaire de la Troisième République jusqu'au début de la Cinquième, une des illustrations du règne de Clovis, présenté comme un roi à la fois juste et implacable.
Cet épisode a été transmis à la postérité par le chroniqueur Grégoire de Tours, auteur de la deuxième moitié du VIe siècle d'une Histoire des Francs, longtemps la principale source disponible sur cette époque.

## Contexte historique
En 486, l'Empire romain d'Occident n'a plus de chef depuis dix ans : le dernier empereur résidant à Ravenne a été déposé en 476 par le patrice germain Odoacre, qui, sous couvert de l'empereur d'Orient, gouverne l'Italie depuis cette date, la Gaule étant laissée à elle-même.
En 476, la Gaule romaine est depuis plusieurs décennies en partie occupée par trois royaumes germains ayant eu à l'origine le statut de fédéré : au sud le royaume wisigoth de Toulouse et le royaume des Burgondes autour de Lyon et Genève, au nord le royaume des Francs saliens autour de Tournai. 
Entre ces royaumes se trouve, de la Loire à la Somme, un reliquat de territoire purement romain, sous le contrôle de Syagrius, maître de la milice des Gaules selon son titre officiel, mais dit « roi des Romains » par les Germains. Ce territoire inclut la province de Belgique seconde, dont le chef-lieu est Reims, siège du plus important évêché de la région, alors détenu par l'évêque Rémi.
Devenu roi des Francs en 481, Clovis a entrepris de conquérir le royaume de Syagrius, qui est battu définitivement en 486 à Soissons, où Clovis va établir pour quelques années sa nouvelle capitale.

## Historiographie

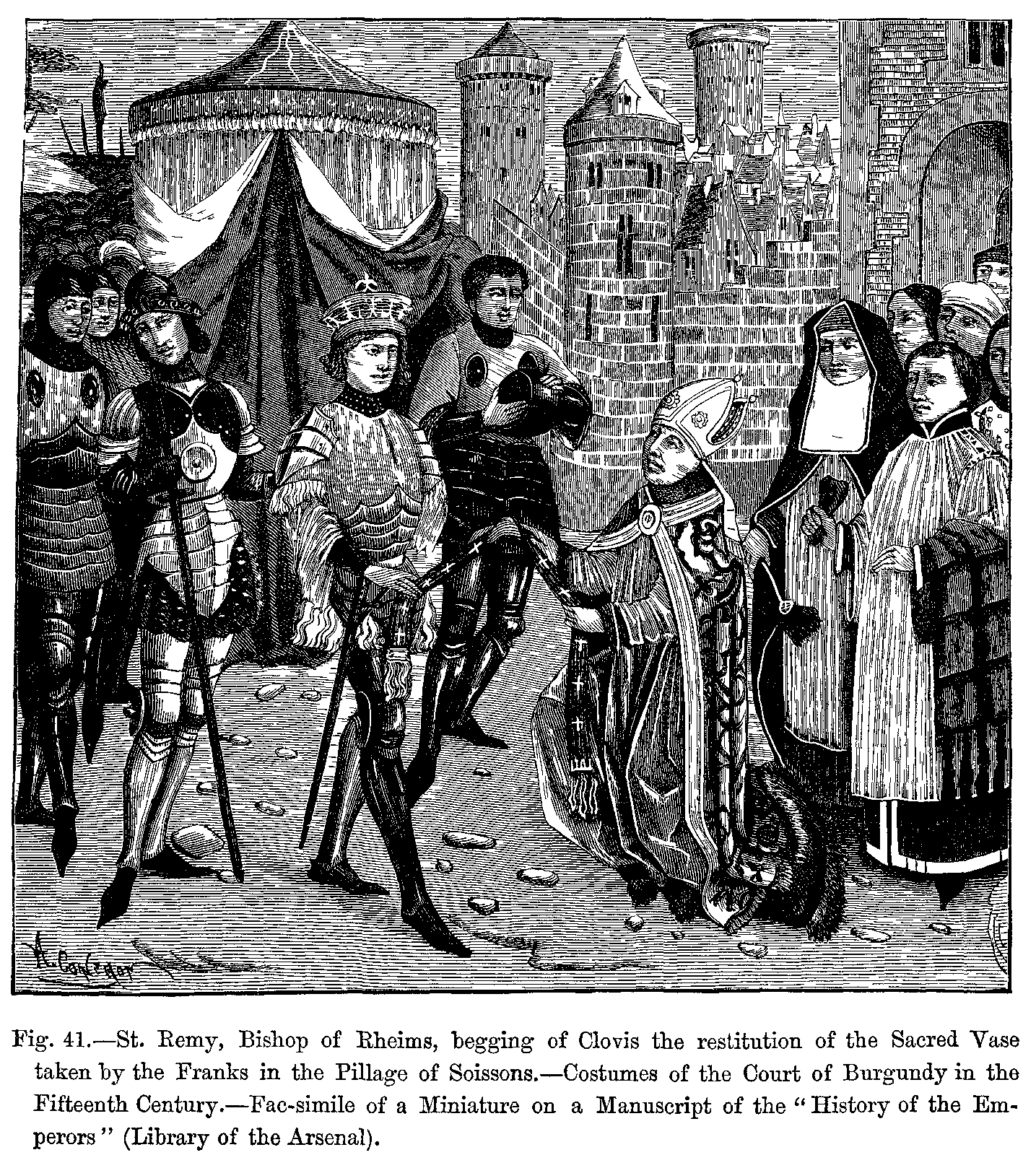
Saint Remi, évêque de Reims demandant à Clovis la restitution du vase de Soissons.

### Grégoire de Tours
Le texte de Grégoire de Tours ne donne pas le nom de l’église et de l’évêque concernés, mais le contexte de la guerre contre Syagrius et le fait que le butin est partagé à Soissons les situent, selon toute vraisemblance, dans le royaume de Syagrius.

### Autres sources d'époque mérovingiennes
Au siècle suivant, le pseudo-Frédégaire reprend l'anecdote dans sa chronique. Elle a d’évidence[réf. nécessaire] sa source dans l'ouvrage de Grégoire de Tours, mais l’auteur introduit deux changements importants : l’évêque est nommément désigné et vient lui-même supplier Clovis de lui rendre le vase. Le nom donné est celui de Remi de Reims, évêque qui a salué Clovis[pas clair] lors de son avènement en 481 et qui, selon la tradition, l'a baptisé dans la cathédrale de Reims en 496, dix ans après l'affaire de Soissons. 
Le Liber Historiae Francorum ne nomme pas l'évêque concerné, à l'instar de Grégoire de Tours.

### Testament de saint Rémi et historiographie contemporaine
La tradition du récit a repris le nom de Remi comme étant l'évêque.
Le testament de saint Remi a été conservé. L’évêque y lègue « un vase d’argent de dix-huit livres » à l’église de Laon après l’avoir refondu pour en faire « des patènes et des calices ». Puis il poursuit : « Quant à l’autre vase d’argent qu’a daigné me donner le seigneur roi Clovis d’illustre mémoire que j’ai reçu dans la fontaine sacrée du baptême pour que j’en fasse ce que je voulais, toi, mon héritière l’église susdite, j’ordonne qu’on en fabrique un encensoir et un calice gravé de représentations, ce que j’en aurais fait d’ailleurs si j’en avais eu le temps durant ma vie… » Son neveu Loup, lui aussi évêque, est chargé de l’exécution de ce vœu.

## Récit de Grégoire de Tours
L’anecdote du vase de Soissons se trouve dans le livre II, chapitre 27 de l’Histoire des Francs. 
« En ce temps-là, beaucoup d’églises furent pillées par l’armée de Clovis parce qu’il était encore enfoncé dans les erreurs du fanatisme » [quia erat ille adhuc fanaticis erroribus involutus.].
Les Francs ont notamment pillé dans une église du diocèse de Reims, entre autres choses, un vase liturgique d’une taille et d’une beauté extraordinaires. L’évêque (Remi de Reims selon des sources anciennes) envoie un émissaire à Clovis pour lui demander qu’à défaut des autres prises, il restitue au moins cet objet auquel il tient beaucoup. Le roi invite l'émissaire à le suivre jusqu’à Soissons où doit avoir lieu le partage du butin, en l’assurant que dès que le vase lui serait échu, il donnerait satisfaction à l’évêque.

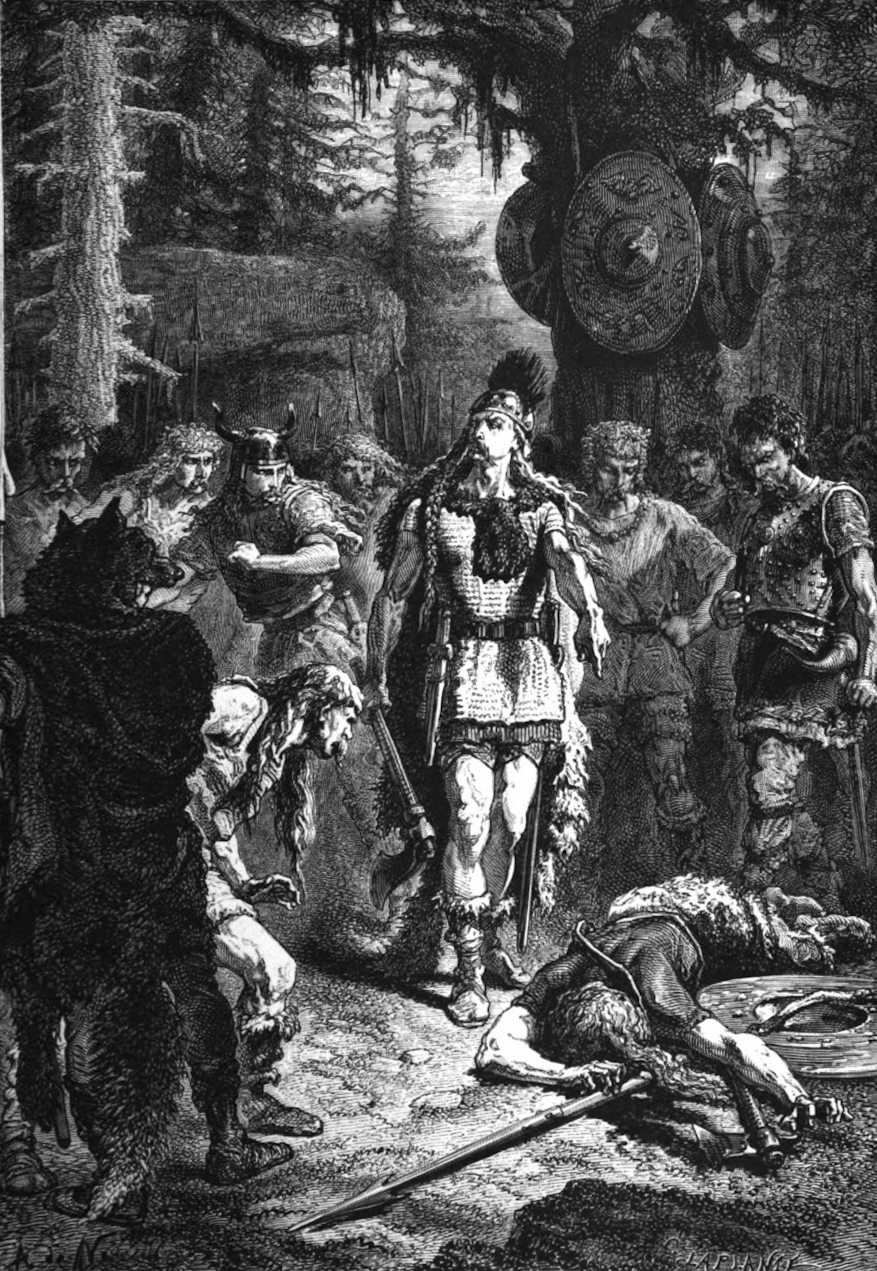
« Ainsi as-tu fait au vase à Soissons ! ». Illustration d'Alphonse de Neuville pour L'histoire de France : depuis les temps les plus reculés jusqu'en 1789, racontée à mes petits-enfants de François Guizot

C’est donc à Soissons, qui vient d’être prise, que se joue la scène centrale. L’armée est rassemblée autour du butin amoncelé. Le roi demande aux « très valeureux guerriers » de lui céder le vase en plus de sa part. Les hommes « de bon sens » (illi quorum erat mens sanior) lui répondent : « Tout ce que nous voyons ici est à toi, glorieux roi, et nous sommes nous-mêmes soumis à ton autorité (nos ipsi tuo sumus dominio subjugati). Agis maintenant comme il te plaira, personne ne peut te résister. » Sur ce, à la stupéfaction générale, un soldat, présenté comme « léger, envieux et impulsif » (levis, invidus ac facilis), frappe le vase de sa hache en s’écriant : « Tu ne recevras que ce que le sort t’attribuera vraiment ! »
Clovis avale l’affront, selon Grégoire, mais « garda sa blessure cachée dans son cœur ». Le vase est restitué à l'évêque en l'état.
Au bout de l’année, ayant convoqué à nouveau l’armée au Champ de mai, Clovis passe ses guerriers en revue et reconnaît le soldat insolent. Constatant que sa tenue et ses armes laissent à désirer, il prend les armes et les jette à terre. Le soldat se baissant pour les ramasser, Clovis lui brise le crâne d’un coup de francisque, en disant :
«  Ainsi as-tu fait au vase à Soissons ! (Sic, inquit, tu Sexonas in urceo illo fecisti) »

Dans les manuels scolaires de la IIIe République la formule était : 
«  Souviens-toi du vase de Soissons ! »

## Analyse du récit par les historiens contemporains
Grégoire de Tours n’a certainement pas inventé l’anecdote du vase, qui devait circuler dans les milieux ecclésiastiques de son temps, mais il lui applique ses procédés de stylisation habituels pour en faire une histoire édifiante qui donne lieu à des interprétations contradictoires autour de la nature du pouvoir de Clovis. L'anecdote illustre en effet le legs moderne de la tradition germanique, partagé entre partisans de l'absolutisme monarchique et ceux du régime mixte. On la retrouve discutée notamment chez Boulainvilliers, Dubos, Le Paige ou encore Mably.
D'après Godefroid Kurth, « il n’y manque que l’élément merveilleux pour le classer dans la catégorie des histoires en l’honneur des saints ». Mais l’historien belge, ne reconnaissant cependant dans ce récit aucun des critères qui lui semblaient signer une origine populaire, accepte son historicité ; il suggérait même que la source originale pourrait être la Vita perdue de saint Remi que Grégoire affirme par ailleurs avoir eue sous les yeux et que le récit pourrait ainsi remonter à un témoin proche et peut-être oculaire de l’évènement.
K. F. Werner souligne, quant à lui, l’« analogie curieuse des deux actes » — le coup de hache qui brise le vase et le coup de hache qui fracasse la tête du soldat — procédé littéraire qui plaiderait « pour une histoire inventée ».
Michel Rouche, dans sa biographie de Clovis, commente « la véritable histoire du vase de Soissons » sans remettre en cause son historicité.
Louis Halphen, dans un article qui fut longtemps un classique, avait déjà remarqué que le châtiment du soldat, intervenant un an après le crime, pouvait être rapproché d’un thème hagiographique qui se rencontre ailleurs dans Grégoire : dans les Miracles de saint Julien, un comte qui a extorqué aux prêtres de Brioude trente pièces d’or pour rançon d’un de leurs serviteurs injustement emprisonné, meurt subitement au bout de l’an ; ailleurs, un voleur qui a emporté les vitres précieuses de l’église d’Yzeures-sur-Creuse, meurt misérablement, lui aussi au bout d’une année. Comme le soldat de Clovis, ces détenteurs injustes de biens d’église paraissent d’abord pouvoir jouir du bien mal acquis, avant de succomber à la vengeance d’un saint lésé lorsqu’arrive l’anniversaire de leur méfait. Tout se passe comme si Clovis, tout païen qu’il soit, prenait modèle sur ces vengeances célestes ou se faisait leur instrument. « Moralité, concluait Godefroid Kurth, que les barbares y regardent à deux fois avant de s’opposer à ce que justice soit rendue à un évêque et à son église. »
Dans l’Histoire des Francs, l’anecdote du vase apparaît à sa place chronologique, elle vient aussi, pourrait-on dire, à sa place idéologique. Si l’on suit le plan hagiographique de la Vie de Clovis tel que le propose Martin Heinzelmann, celle-ci s’ouvre par une annonce messianique de sa naissance, puis se succèdent les faits saillants de sa vie païenne : la victoire sur Syagrius « qui n’eut pas peur de résister », l’épisode du vase, le mariage avec Clotilde, les doutes qui assaillent le roi à la mort du petit Ingomer. Chacune de ces étapes met en évidence la progression du roi vers le salut et le révèle, par touches successives, comme un instrument de Dieu.
Au stade du vase, la stylisation de Grégoire semble viser un double but : opposer vigoureusement le Clovis païen qui pille les églises au Clovis converti qui interdit à ses troupes de rien prendre de ce qui leur appartient, ne serait-ce que du fourrage pour les chevaux. Mais en même temps, ce Clovis encore plongé dans le « fanatisme » se distingue déjà de ses guerriers par son respect des clercs : c’est un signe avant-coureur certain de sa conversion. C’est ainsi que, selon Franck Collard, l’histoire était déjà comprise à la fin du Moyen Âge dans la tradition historiographique de Saint-Denis.

## Une source intéressante sur l'organisation de l'armée des Francs
L’histoire du vase de Soissons a un autre intérêt : elle constitue un document rare, bien que fort stylisé[pas clair], sur la vie des armées franques et, à ce titre, elle a récemment retenu l’attention des historiens les plus romanistes de l’époque franque[pas clair].
Sous l’Empire romain, les militaires touchent une solde et une part de butin que leurs chefs leur redistribuent selon leur grade, leur ancienneté ou d’autres critères. 
Dans les armées du Bas-Empire qui sont formées de corps d’auxiliaires étrangers (« barbares »), les règles ont sûrement dû être adaptées et, dans bien des cas, se négocier[réf. nécessaire]. Le code Théodosien contient une loi de Valentinien III de 440, qui concerne apparemment des combattants fédérés « qui doivent garder notre province et leurs propres biens » et dans laquelle l’empereur décrète : « Quel que soit ce qu’un vainqueur prend à l’ennemi, il lui appartient de plein droit ». 
Ce texte qui « privatise » le pillage et couvre d’un pudique manteau juridique[réf. nécessaire] un désordre qu’on ne pouvait plus empêcher a sûrement été connu des soldats intéressés (ces « barrack room lawyers », comme dit Bachrach[pas clair]) et tout aussi sûrement[réf. nécessaire] peu apprécié des derniers généraux romains. 
Clovis, qui est de ceux-ci[pas clair], aurait, par son autorité, maintenu dans son armée un usage létique[pas clair] de « collectivisation » de l’ensemble du butin et de son partage intégral par les sortes. Les Wisigoths connaissaient apparemment un usage identique qui autorisait le roi à prélever lors du partage un septième du tout…

## Évocations du vase à Soissons

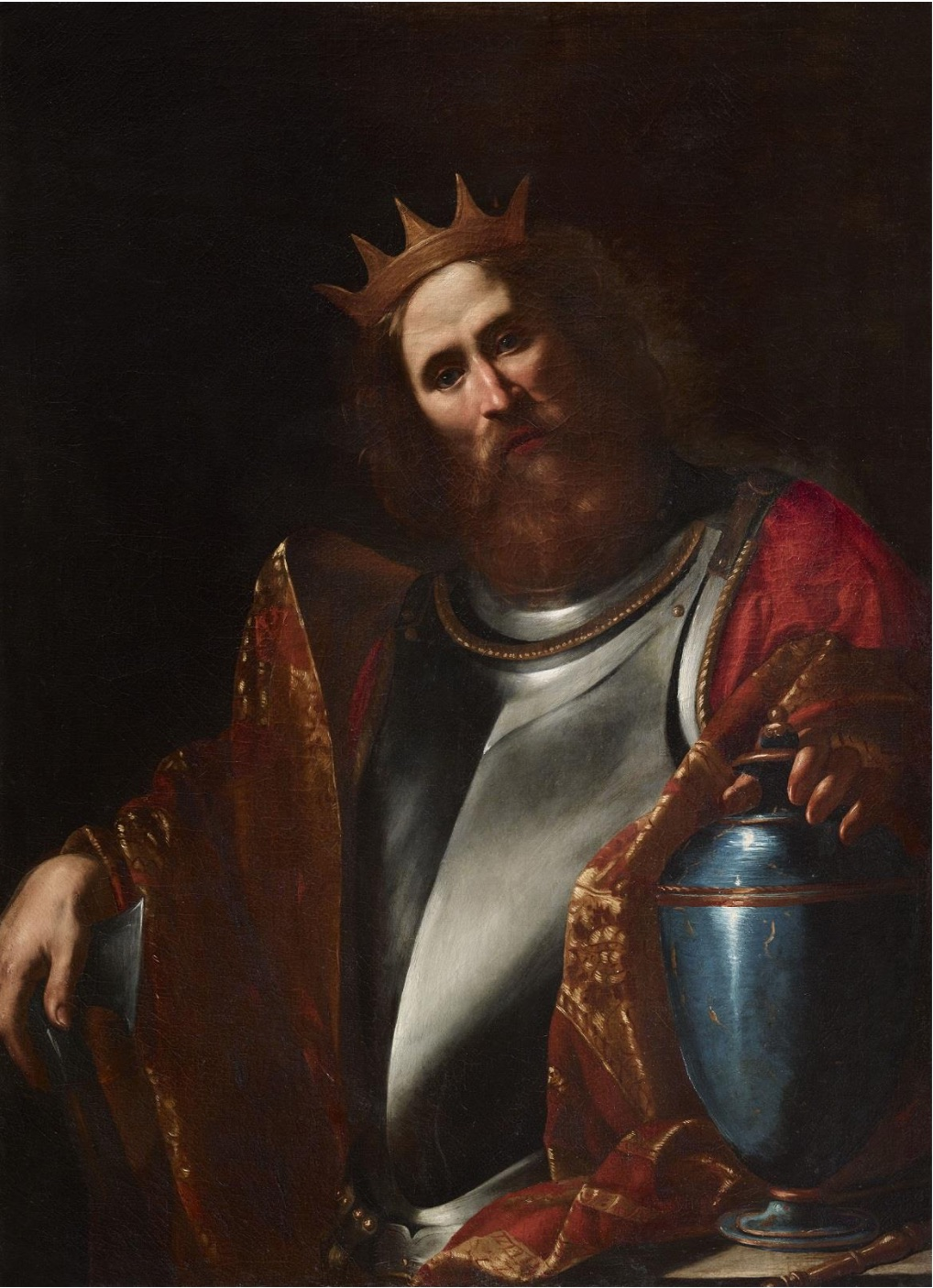
Orazio Riminaldi, Clovis, vers 1625.

Beaucoup de représentations du vase existent dans la ville de Soissons :
- Au centre de la place Fernand-Marquigny s'élève depuis 1935 un monument représentant le vase.
- En 1998, la ville de Soissons lance une commande publique pour une nouvelle représentation du vase. Une sculpture est réalisée par Guy Lartigue (1927-2021). La sculpture est faite en cuivre, laiton, granit et en inox.
- Beaucoup d'autres vases sont visibles à Soissons[22].
- Des concours réalisés par la ville de Soissons pour trouver les autres représentations ont connu un succès certain[23],[24].

## Vase de Soissons dans les livres d'histoire de France

### Enseignement primaire
- 1949 : E. Personne, M. Ballot et G. Marc, Histoire de France Cours élémentaire 1re et 2e années, Paris, Armand Colin, page 15 (« Les invasions barbares » paragraphe « Clovis ») : 
  - « Clovis est brave, mais cruel. Un jour, à Soissons, il tue d'un coup de hache un de ses soldats qui refuse de lui donner un vase. Plus tard, il épouse une princesse chrétienne... »

- 1954 : A. Bonifacio et P. Maréchal, Histoire de France Cours moyen, Paris, Hachette, page 15 « ... Clovis et les Mérovingiens ») : 
  - « Clovis, quand il devint roi, n'avait que seize ans. Mais il était rusé et énergique. L'histoire du vase de Soissons, qu'on vous a déjà racontée, montre comment il sut se faire respecter par tous ses guerriers.... »

- 1956 : A. Bonifacio et P. Maréchal, Histoire de France Cours élémentaire et moyen, Paris, Hachette, page 12 « Les Francs I. Le baptême de Clovis ») ; cette version ne mentionne pas explicitement l'épisode du vase de Soissons :
  - « Clovis est brave et rusé. Il sait se faire respecter de tous ses guerriers malgré son jeune âge. »

### Enseignement secondaire
Le vase de Soissons est encore présent au début de la Cinquième République, dans les manuels de Cinquième. Un changement de programme important intervient lorsque l'enseignement devient obligatoire jusqu'à 16 ans et que sont mis en place les CES (à partir de 1963). Désormais, le programme d'histoire entier doit être vu entre la Sixième et la Troisième : les invasions, jusque-là en fin de Cinquième, passent au début de cette classe, Rome étant désormais étudiée en Sixième.
- 1958 (ancien programme) : J. Sécher, Rome et les débuts du Moyen Âge Classe de Cinquième, Paris, Éditions de Gigord, coll. « Cours d'histoire Paul Vial[25] », pages 183-184 « La Gaule franque I. Clovis et la fondation du royaume franc »
  - « En 486, il [bat Syagrius] à Soissons. Un épisode de cette campagne montre le caractère brutal et dissimulé de Clovis, mais aussi son désir de se concilier l'appui du clergé catholique : [Citation du texte de Grégoire de Tours dans une traduction arrangée (citant le nom de Rémi)] »
- 1971 (nouveau programme) : A.-G. Manry, Documents d'histoire Classe de 5°, Paris, Delagrave, coll. « Cours M. Chaulanges et J. M. d'Hoop », page 11 (« Les Francs en Gaule ») 
  - Document 4 : « Le vase de Soissons » [Citation du texte de Grégoire de Tours, avec référence, dans une version non arrangée, chapeau : « Cet épisode célèbre se passe après la victoire de Clovis sur Syagrius en 486 » et questions : « Que nous apprend ce texte sur les habitudes guerrières des Francs ? Sur le caractère de Clovis ? Sur les rapports entre le roi et les soldats ? »]